# Caça ao unicórnio
A caça ao unicórnio (em inglês:  unicorn hunting) é a prática de duas pessoas que estão em um relacionamento, geralmente um casal heterossexual, de buscar uma terceira parceira para o relacionamento temporária ou permanentemente, geralmente uma mulher bissexual ou monodissidente, seja para ingressar em um trio ou para iniciar um relacionamento poliamoroso. A prática é geralmente vista negativamente pelas comunidades LGBT e não-monogâmica como uma forma de fetichização.

## Termo
O termo "caça ao unicórnio" vem, comparável à criatura lendária, de quão rara é uma mulher bissexual disposta a se juntar a um casal existente, bem como de suas condições, que podem incluir exclusividade relacional (ao contrário de relacionamentos abertos com outras pessoas), atração igual por ambos os parceiros ou interesse em apenas fazer sexo grupal. Seu uso pode ter começado na década de 1970 pelas comunidades swingers da época para descrever mulheres bissexuais disponíveis para fazer sexo a três com um casal heterossexual.

## Prática
A caça ao unicórnio consiste em duas pessoas em um relacionamento, geralmente um casal de um homem e uma mulher, procurando uma mulher bissexual para o relacionamento, seja para fazer sexo a três ou para formar uma relação poliamorosa. Um poliamor de unicórnio é diferente de um trisal ou relacionamento triplo, pois em um trisal os três membros são parceiros primários, enquanto um "unicórnio" se junta a um casal existente e, em um trisal, as regras geralmente são acordadas entre todos os membros, enquanto no poliamor de unicórnios assume-se que o casal faz as regras, enquanto o unicórnio deve segui-las. Geralmente considera o casal como parceiro principal e o unicórnio como parceira secundária, pois se o unicórnio consentir em ingressar no relacionamento existente, o unicórnio também aceitará suas condições. Como tal, a prática é vista negativamente pelas comunidades poliamorosa e LGBT devido ao desequilíbrio de poder na relação, e é considerada como contribuindo para a fetichização de mulheres bissexuais.
Casais que procuram uma terceira parceira podem fazê-lo usando aplicativos de namoro, como o Tinder. A Vogue India também citou uma distinção entre "caçadores" e "recrutadores", onde neste último as mulheres encontram uma pessoa para homens predadores.